# كارين جاي غرينبيرغ
كارين جاي غرينبيرغ (بالإنجليزية: Karen Joy Greenberg)‏ هي مؤرخة أمريكية، ولدت في 9 يونيو 1955.